# Fred Sochard
Fred Sochard (ur. 1966) – francuski ilustrator.
W Polsce w 2019 roku nakładem Wydawnictwa Zakamarki ukazała się książka Kouama Tawy Tańcz, Córko Księżyca! (tyt. oryg. Danse, Petite Lune, 2017) w tłumaczeniu Katarzyny Skalskiej z jego ilustracjami.